# Artrogriposis
La artrogriposis múltiple congénita no es una enfermedad en sí misma, sino un síndrome clínico que se da con poca frecuencia, pues afecta a uno de cada 3000 nacimientos. Se caracteriza por la existencia de contracturas congénitas que afectan a varias articulaciones del organismo, sobre todo de los miembros y se asocia en ocasiones a anomalías de otros órganos como corazón, pulmón y riñón.

## Causas
Algunos especialistas han atribuido esta enfermedad a una compresión intrauterina prolongada, pero por otro lado, debido a que en estos casos existen deformaciones vertebrales, ausencia de sacro y fisura palatina, es mucho más probable que el síndrome se origine en un periodo temprano de la vida embrionaria antes de que la presión intrauterina pudiera ser un factor determinante.
Las causas que hacen que se limite el movimiento de las articulaciones o coyunturas son las siguientes:
- Los músculos no se desarrollan apropiadamente.
- Trastornos musculares.
- Presentar fiebre durante el embarazo o infección por virus, que podrían dañar las células que transmiten los impulsos nerviosos.
- Una disminución en la cantidad del líquido amniótico.
- Desarrollo defectuoso del sistema nervioso central y la médula espinal.
- Desarrollo anormal de los tendones, los huesos, las articulaciones o coyunturas o el revestimiento de estas últimas.
- Causa genética en un 30% de los casos: se han identificado algunos modelos genéticos, pero cabe recalcar que la mayoría son raros y el número de recurrencias varía con el tipo de trastorno genético.

Las causas de artrogriposis se han clasificado en dos grupos, neurológicas y no neurológicas.

### Neurológicas
Causadas por alteraciones tanto en sistema nervioso central como periférico.
Algunas son:
1. Trastornos de origen neurogénico (anormalidades del sistema nervioso central y periférico que causan disminución de la movilidad fetal): corresponden a alteraciones en la formación o en la función de cerebro, médula espinal, motoneuronas o nervios periféricos.
2. Anomalías de origen muscular (amioplasias): incluye alteraciones en la formación o función de los músculos, tales como miopatías congénitas, distrofias musculares congénitas, y trastornos mitocondriales.[1]

### No neurológicas
Causadas por alteraciones en los tejidos asociados a la articulación o por una limitación física al movimiento fetal, tales como:
1. Limitación de espacio (embarazos múltiples o en anormalidades uterinas).
2. Compromiso vascular intrauterino que compromete el desarrollo neural y/o muscular fetal, lo que ocurriría en maniobras abortivas o en hemorragias.
3. Enfermedades maternas: incluye las alteraciones uterinas mencionadas (tumores, útero bicorne, etc.) y otras como: esclerosis múltiple, diabetes, miastenia gravis materna, trauma abdominal, entre otras.
4. Anomalías del tejido conectivo (tendones, huesos, tejidos articulares).

## Fisiopatología
En esta enfermedad existen ciertas alteraciones que consisten en el engrosamiento y falta de elasticidad de las cápsulas articulares y fibras musculares artróficas con cierto grado de fibrosis e infiltración adiposa. Además de esto, también existe la degeneración de las células de las astas anteriores de la médula espinal.

## Cuadro clínico
Este trastorno se puede identificar debido a que existe rigidez congénita de una o más articulaciones causada por la hipoplasia de los músculos ubicados en la región, así como también por anquilosis fibrosa  incompleta, es decir que el endurecimiento de la articulación queda incompleto. Así mismo, trae consecuencias tales como la luxación de caderas y demás articulaciones.
La artrogriposis ocasiona que los brazos roten hacia dentro, mientras que las piernas lo hacen hacia afuera; los codos y rodillas quedan sin flexibilidad de extensión; las muñecas y dedos están flexionados. Además de esto, en muchos casos hay ausencia de ciertos grupos musculares, la piel aparece engrosada y existen pequeños hoyos cutáneos cerca de las articulaciones. Por otro lado, hay varios casos en los que la artrogriposis está asociada con enanismo diastrófico o con distrofia muscular congénita.

## Clasificación
Se ha dividido en tres categorías principales, el primer grupo con sólo afectación de las extremidades sin otro particular, el segundo grupo afección de las extremidades con contracturas articulares acompañados de anomalías viscerales, en cráneo y cara, y el tercer grupo igual que el segundo grupo, pero además con alteraciones importantes del sistema nervioso central.

## Tratamiento
El tratamiento está orientado a corregir posiciones anormales y aumentar gradualmente la movilidad articular, mejorar la fuerza muscular y la función motora en general.
Está diseñado para cada persona por un equipo multidisciplinario de médicos, entre ellos: pediatra, rehabilitador, cirujano ortopédico, neurólogo y genetista. Además de los médicos también en el equipo hay enfermeras, terapeutas físicos y/o terapistas ocupacionales.
El tratamiento puede ser de tres formas: terapia física, ocupacional y/o cirugía.

### Fisioterapia
Se hace aumentando el alcance de movimiento y la fuerza mediante actividades funcionales y ejercicios. Para poder obtener resultados se pueden apoyar utilizando entablillos, soportes, muletas y sillas de ruedas. En este tipo de tratamiento los padres pueden participar en el programa de terapia y además podrán ayudar desde la casa diariamente.

### Terapia ocupacional
Los objetivos de la terapia ocupacional en la artrogrifosis, dependen de la edad del niño, las extremidades afectadas y el grado de compromiso que tiene.
Básicamente consiste en estimular el desarrollo psicomotor del niño, favorecer una posición postural axial que permita mantener posiciones funcionales para estimular la funcionalidad de las EESS (extremidades superiores) y así fortalecer el aprendizaje de actividades de la vida diaria básicas como por ejemplo: alimentarse, bañarse, vestirse e ir al baño, con ayuda de algunos aparatos (utensilios con mango largo, cepillo de dientes, cepillo para el pelo, cepillo para bañarse, entre otros) buscando la mayor independencia y ejecución de las mismas, para lo cual se educa a la familia (entendiéndolo como un factor potencial de desarrollo y apoyo al niño).

### Cirugía
Corregir el alineamiento de las extremidades superiores y/o inferiores para que las actividades diarias sean posibles. Se puede hacer transferencia de tendones para mejorar la función muscular. Cuando la enfermedad es más grave, las extremidades son colocadas en una posición fija de sentado o parado.